# Austrobaileyaceae
Austrobaileyaceae су фамилија скривеносеменица која садржи само један род (Austrobaileya) са две врсте лијана североисточне Аустралије (A. maculata и A. scandens). Фамилија је призната од стране већине аутора.

## Различити системи класификације
Кронквистов систем (1981)
ред 
поткласа 
класа 
раздео 
Торнов систем (1992)
ред 
надред 
поткласа 
класа 
Далгренов систем
ред 
надред 
поткласа 
класа 
Енглеров систем (1964)
ред 
поткласа 
класа 
подраздео 